# 북동연방대학교
북동연방대학교(러시아어: Северо-Восточный федеральный университет 세베로 보스토치니 페데랄니 우니비르시테트[*])는 러시아 야쿠츠크에 있는 연방대학교이다.
2010년 4월 2일, 야쿠츠크 국립 대학교(러시아어: Якутский государственный университет имени М.К. Аммосова), 야쿠츠크 국립 기술대학교(러시아어: Якутский государственный инженерно-технический институт), 사하 국립 사범대학교(러시아어: Саха государственная педагогическая академия)의 통합으로 탄생한 대학교이다.